# 화랑창극단
화랑창극단(花郞唱劇團)은 1939년 박석기·박동실(朴東實)·김소희·김여란이 중심이 되어 만든 창극 단체이다.
공연작품으로는 <팔담춘몽(八潭春夢)> <봉덕사(奉德寺)의 종소리> 등이 있다.